# سيرجيو دوميني
سيرجيو دوميني (بالإيطالية: Sergio Domini)‏ هو لاعب كرة قدم إيطالي في مركز الوسط، ولد في 11 مارس 1961 في أوديني في إيطاليا. لعب مع نادي بريشيا ونادي تشيزينا ونادي جنوى ونادي روما ونادي سبال ونادي لاتسيو ونادي لوكيزي ونادي مودينا.